# باي تشوي (شخصية)
باي تشوي (بالصينية: 白雪) هي عداءة ماراثون ومسافات طويلة صينية ولدت في يوم 15 ديسمبر 1988 في مدينة هيلونغجيانغ في منشوريا. أبرز إنجازاتها كان فوزها بالميدالية الذهبية في سباق الماراثون في بطولة العالم لألعاب القوى 2009 في برلين. نافست أيضاً في سباق 10000 متر. أفضل رقم سجلته هو 2:23:27 ساعة.